# 日本顕微鏡歯科学会
日本顕微鏡歯科学会（にほんけんびきょうしかがっかい、Japan Association of Microscopic Dentistry:JAMD）とは、歯科治療における手術用顕微鏡の有効性を広めることを目的に設立された専門学術団体の一つである。

## 概要
2004年に設立。現会長は辻本恭久。

## 専門認定
- 歯科医師
  - 日本顕微鏡歯科学会認定医
- 日本顕微鏡歯科学会認定指導医、専門医